# Дэвис, Гари
Преподобный Гари Дэвис (англ. Reverend Gary Davis, также Слепой Гари Дэвис, англ. Blind Gary Davis; 30 апреля 1896 — 5 мая 1972) — американский блюзовый и госпел-музыкант, певец и гитарист, также игравший на банджо и гармонике. Его оригинальный стиль игры на гитаре (фингерстайл) значительно повлиял на многих других американских музыкантов XX века.

## Биография
Гари Дэвис родился в городе Лоренс, Южная Каролина, и был единственным из восьми детей его матери, кто дожил до совершеннолетия. Гари родился почти слепым и в детстве окончательно потерял зрение. Его отец был убит в Бирмингеме, штат Алабама, когда Дэвису было десять лет, и Дэвис позже говорил, что ему рассказали, что его отца застрелил главный шериф Бирмингема. Он вспоминал, что его мать плохо относилась к нему и что перед своей смертью отец передал сына под опеку своей матери, то есть бабушке по отцовской линии.
Гари стал играть на гитаре с шести лет. За основу своей музыки он взял уникальный стиль, основанный на игре исключительно большим и указательным пальцами. Играл не только рэгтайм и мелодии блюза, но также и традиционные, фольклорные и оригинальные мелодии.
В середине 1920-х Дэвис переехал в Дарем, Северная Каролина, главный центр афро-американской культуры того времени. Там он сотрудничал с другим исполнителями «пьемонтского блюза». Дж. Б. Лонг, менеджер магазина, который занимался поддержкой местных артистов, представил Дэвиса компании American Record Company. Дэвис сделал с ней несколько записей, и это стало началом его большой карьеры. В Дареме Дэвис обратился в христианство и позже стал рукоположен в баптисткие священники. После его перехода в христианство и особенно после его рукоположения основой идеологии музыки Дэвиса стали идеи Евангелия.
В 1940-х годах блюз в Дареме начал терять популярность, и Дэвис переехал в Нью-Йорк.
В 1960-х, во время подъема интереса к фолк-музыке в США, Дэвис, значительно потерявший популярность, снова становится известным: в частности, выступает на Newport Folk Festival и делает совместные записи с трио Peter, Paul and Mary.
Умер в мае 1972 года от сердечного приступа в городе Хаммонтон, Нью-Джерси.